# Stará hora (Wysoki Jesionik)
Stará hora (historyczna nazwa niem. Alter Berg) – szczyt (góra) o wysokości 1045 m n.p.m. (podawana jest też wysokość 1040,0 m n.p.m. , 1043 m n.p.m.  lub 1043,2 m n.p.m. ) w paśmie górskim Wysokiego Jesionika (cz. Hrubý Jeseník), w północno-wschodnich Czechach, w Sudetach Wschodnich, na Śląsku, w obrębie gminy Heřmanovice, oddalony o około 13 km na północny wschód od szczytu góry Pradziad (cz. Praděd). Rozległość góry (powierzchnia stoków) szacowana jest na około 1,9 km², a średnie nachylenie wszystkich stoków wynosi około 11°.

## Charakterystyka

### Lokalizacja
Góra Stará hora położona jest w północno-wschodnim rejonie całego pasma Wysokiego Jesionik, leżąca w części Wysokiego Jesionika, w północnym obszarze (mikroregionu) o nazwie Masyw Orlíka (cz. Medvědská hornatina), blisko granicy z sąsiednim pasmem Gór Opawskich (cz. Zlatohorská vrchovina), a jednocześnie jest najbardziej na północ położoną górą tego mikroregionu ze wszystkich, które mają wysokość ponad 1000 m n.p.m.. Masyw góry ma lekko łukowaty grzbiet, przebiegający na kierunku wschód – zachód, położony na bocznej gałęzi, jednego z dwóch głównych ramion (grzbietów) tego mikroregionu, tzn. północnego, góry Medvědí vrch, ciągnącego się od góry Zámecký vrch (1) do góry Na Vyhlídce (1). Jest górą trudno rozpoznawalną o słabo wyeksponowanym szczycie, niejako „doczepioną” od północnego wschodu do masywu góry Orlík (podobnie jak np. góra Žalostná do góry Keprník). Jedynie od strony wschodniej można ją z trudem dostrzec m.in. z biegnącej w pobliżu drogi nr 445 Šternberk – Zlaté Hory. Z innych stron jest przysłonięta wyższym masywem Orlíka, bądź innymi szczytami. Ponadto patrząc w jej stronę ze znajdującej się na północ osady Rejvíz, łatwo ją pomylić z wyższą górą Medvědí vrch, gdyż ich szczyty pokrywają się (wierzchołki usytuowane na jednej linii). Jest szczytem niewidocznym m.in. z drogi okalającej połać szczytową góry Pradziad (połać szczytowa przysłonięta przez kopułę szczytową góry Orlík), a z innego charakterystycznego punktu widokowego – z wieży widokowej na Biskupiej Kopie (cz. Biskupská kupa) również niewidoczny, bo przysłonięty górą Příčný vrch.
Górę ograniczają: od zachodu mało wybitna przełęcz o wysokości 1037 m n.p.m. w kierunku szczytu Orlík, od północy i północnego wschodu dolina potoku o nazwie Podzámecký potok, od wschodu mało wybitna przełęcz o wysokości 898 m n.p.m. w kierunku szczytu Rovný vrch oraz od południa i południowego wschodu dolina potoku Slučí potok. W otoczeniu góry znajdują się następujące szczyty: od południowego zachodu Orlík, Orlík–JV, Orlík–Z i Orlík–SZ, od zachodu Srnčí vrch, od północnego zachodu: Kazatelny, Kazatelny–SV i Přední Jestřábí–JZ, od północy Přední Jestřábí, od północnego wschodu Zámecký vrch (1), Pod Ostrým, Ostrý (1), Okrouhlá–SZ i Okrouhlá–Z (cztery ostatnie szczyty leżą już w Górach Opawskich), od wschodu Rovný vrch, od południowego wschodu Velká seč, Medvědí skály oraz od południa Medvědí vrch.

### Stoki
W obrębie góry można wyróżnić cztery następujące zasadnicze stoki:
- północny
- północno-wschodni
- wschodni
- południowo-wschodni

Wszystkie stoki są zalesione w zdecydowanej większości gęstym borem świerkowym, z występującymi polanami. U podnóża stoku północno-wschodniego występuje znaczna, trójkątna przecinka. Poza tym na stoku północno-wschodnim i wschodnim, blisko szczytu Rovný vrch występują znaczne ogołocenia, obszary pokryte gruzem skalnym złożonym z tzw. drakovskich kwarcytów, które są charakterystycznym paleontologicznym miejscem ich występowania w tym regionie. Na stokach wschodnim i południowo-wschodnim występują większe, pojedyncze skaliska, a na stoku południowo-wschodnim również grupa skalna.
Stoki mają niejednolite, na ogół łagodne i zróżnicowane nachylenia. Średnie nachylenie stoków waha się bowiem od 7° (stok wschodni) do 16° (stok południowo-wschodni). Średnie nachylenie wszystkich stoków góry (średnia ważona nachyleń stoków) wynosi około 11°. Maksymalne średnie nachylenie stoku północno-wschodniego, na wysokościach około 900 m n.p.m., na odcinku 50 m nie przekracza 35°. Stoki pokryte są siecią dróg (m.in. Devítková cesta, Medvědí cesta czy Osmičková cesta) oraz na ogół nieoznakowanych ścieżek i duktów. Przemierzając je zaleca się korzystanie ze szczegółowych map, z uwagi na zawiłości ich przebiegu, zalesienie oraz zorientowanie w terenie.

### Szczyt

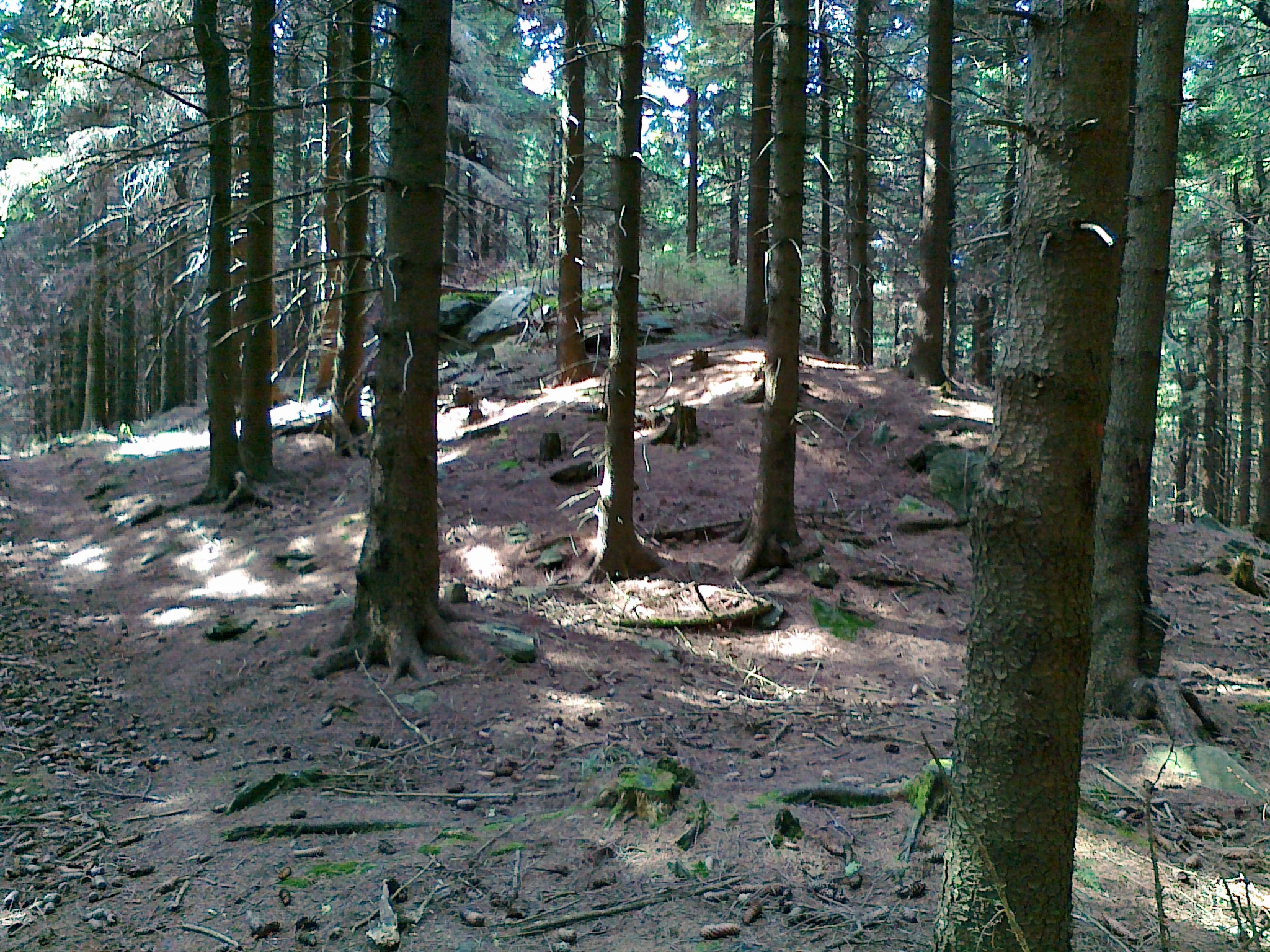
Widok na skalisko szczytowe góry Stará hora (2016 rok)

Stará hora jest szczytem pojedynczym. Na szczyt nie prowadzi żaden znakowany szlak turystyczny. Przez połać szczytową przechodzi grzbietowa ścieżka główna w kierunku szczytu Orlík. Szczyt jest niewielkim skaliskiem, położonym w gęstym zalesieniu borem świerkowym. Z uwagi na zalesienie nie jest on punktem widokowym. Na połaci szczytowej nie ma punktu geodezyjnego . Państwowy urząd geodezyjny o nazwie (cz. Český úřad zeměměřický a katastrální (CÚZK)) w Pradze podaje jako najwyższy punkt góry – szczyt – o wysokości 1044,9 m n.p.m. i współrzędnych geograficznych (50°11′15,4″N 17°18′40,3″E/50,187611 17,311194). 
Zalecane dojście do szczytu następuje ze ścieżki głównej sąsiedniej góry Orlík. Przechodząc nią od szczytu Orlíka na północ prostą przecinką odcinek o długości około 800 m dojdziemy do skrzyżowania ścieżek. Następnie należy skręcić w prawo (schodząc ze stoku) i przechodząc główną ścieżką grzbietową, biegnącą w linii prostej odcinek o długości około 900 m, dojdziemy do skaliska szczytowego, które napotkamy po lewej stronie tej ścieżki, a wcześniej przemierzając przełęcz, usytuowaną niedaleko skaliska szczytowego. Możliwe są również inne dojścia, m.in. z czerwonego szlaku turystycznego , biegnącego w pobliżu góry i skrzyżowania turystycznego o nazwie (cz. Drakov (háj.)), z podaną na tablicy informacyjnej wysokością 620 m, ale trzeba liczyć się z tym, że jest to dojście nieoznakowane, na którym występują liczne skrzyżowania dróg i ścieżek, zlokalizowanych głównie w terenie zalesionym, łatwo jest wtedy zagubić drogę marszu.

### Geologia
Pod względem geologicznym masyw góry Stará hora należy do jednostki określanej jako kopuła Desny i zbudowany jest ze skał metamorficznych, głównie: blasto-mylonitów, fyllitów (biotytów, chlorytów i muskowitów), gnejsów, kwarcytów, skał magmowych, głównie meta-granitoidów oraz skał osadowych, głównie meta-zlepieńców.

### Wody
Grzbiet główny (grzebień) góry Pradziad, biegnący od przełęczy Skřítek do przełęczy Červenohorské sedlo oraz dalej do przełęczy Ramzovskiej (cz. Ramzovské sedlo) jest częścią granicy Wielkiego Europejskiego Działu Wodnego, dzielącej zlewiska Morza Bałtyckiego i Morza Czarnego . 
Szczyt wraz ze stokami góry Stará hora położony jest na północny wschód od tej granicy, należy więc do zlewni Morza Bałtyckiego, do którego płyną wody m.in. z dorzecza rzeki Odry, będącej przedłużeniem płynących z tej części Wysokiego Jesionika górskich potoków (m.in. płynących w pobliżu góry potoków o nazwie Podzámecký potok czy Slučí potok). Ze stoku północno-wschodniego bierze swój początek krótki, nienazwany potok, będący dopływem wspomnianego wcześniej potoku Podzámecký potok. Z uwagi na stosunkowo łagodne nachylenia stoków, w obrębie góry nie występują m.in. wodospady czy kaskady.

## Ochrona przyrody
Cała góra znajduje się w obrębie wydzielonego obszaru objętego ochroną o nazwie Obszar Chronionego Krajobrazu Jesioniki (cz. Chráněná krajinná oblast (CHKO) Jeseníky), a utworzonego w celu ochrony utworów skalnych, ziemnych i roślinnych oraz rzadkich gatunków zwierząt. Na stokach nie utworzono żadnych rezerwatów przyrody lub innych obiektów nazwanych pomnikami przyrody. Ponadto na obszarze góry nie wytyczono żadnych ścieżek dydaktycznych. 

## Turystyka
W obrębie góry nie ma żadnego schroniska lub hotelu górskiego. Do bazy turystycznej w najbliższej osadzie Rejvíz z pensjonatami jest od szczytu około 4,5 km w kierunku północnym oraz również około 4,5 km od szczytu w kierunku północno-wschodnim do miejscowości Horní Údolí, gdzie znajduje się również kilka pensjonatów. Ponadto w pobliżu góry, bo o około 5,5 km od jej szczytu w kierunku wschodnim położona jest miejscowość Heřmanovice. Z uwagi na znaczne odległości do baz turystycznych góra ma ograniczone znaczenie turystyczne.

### Szlaki turystyczne i rowerowe oraz trasy narciarskie
Pomimo usytuowania góry w pobliżu bardziej eksponowanych gór Orlík czy Zámecký vrch (1), Klub Czeskich Turystów (cz. Klub Českých Turistů) nie wytyczył w jej obrębie żadnych znakowanych szlaków turystycznych czy rowerowych. Blisko niej, natomiast u podnóża stoku Orlíka, przy potoku Slučí potok oraz tzw. chaty łowieckiej o nazwie (cz. Na Devítce), w odległości około 800 m od szczytu w kierunku południowo-wschodnim znajduje się parking, który jest miejscem wypadowym w kierunku masywu góry Stará hora. W sieci internetowej można zobaczyć kilka filmów z przemierzania góry i jej okolic. Czeski portal internetowy poświęcony turystyce o nazwie (turistika.cz) proponuje ponadto trasę okrężną z osady Drakov, która przebiega m.in. na stoku góry Stará hora.
W obrębie góry nie wytyczono żadnej trasy narciarstwa biegowego, ani żadnej trasy narciarstwa zjazdowego.